# Onychogomphus camelus
Onychogomphus camelus är en trollsländeart som beskrevs av Martin 1904. Onychogomphus camelus ingår i släktet Onychogomphus och familjen flodtrollsländor. Inga underarter finns listade i Catalogue of Life.